# الیسانا (تنسی)
الیسانا، تنسی (به انگلیسی: Allisona, Tennessee) یک منطقهٔ مسکونی در ایالات متحده آمریکا است که در تنسی واقع شده‌است.

## خصوصیات
الیسانا ۲۳۰٫۱۳ متر بالاتر از سطح دریا واقع شده‌است.